# Liste der Mitglieder des Zweiten Vereinigten Landtages der Provinz Posen
Diese Liste nennt die Mitglieder des Zweiten Vereinigten Landtages aus der Provinz Posen 1847.

## Hintergrund
Formal war der Vereinigte Landtag ein gemeinsames Zusammenkommen der Provinziallandtage Preußens. Entsprechend setzte sich die Gruppe der Abgeordneten aus der Provinz Posen so zusammen, wie der Provinziallandtag der Provinz Posen.

## Liste der Abgeordneten
| Kurie                                 | Wahlbezirk                                | Abgeordneter                           | Anmerkung                                                  |
| ------------------------------------- | ----------------------------------------- | -------------------------------------- | ---------------------------------------------------------- |
| Stand der Prälaten, Grafen und Herren | Fürst Thurn und Taxis                     | Freiherr George von Massenbach         | Bialokosz                                                  |
| Stand der Prälaten, Grafen und Herren |                                           | Fürst August Anton Sułkowski           | Schloss Reisen bei Lissa                                   |
| Stand der Prälaten, Grafen und Herren |                                           | Fürst Wilhelm von Radiziwill           |                                                            |
| Stand der Prälaten, Grafen und Herren |                                           | Graf Athanasius von Raczynski          |                                                            |
| Ritterschaft                          | Kreis Meseritz                            | Freiherr Rudolf Hiller von Gaertringen | Betsche, Provinziallandtagsmarschall                       |
| Ritterschaft                          | Kreis Chodziesen                          | Graf Heliodor von Skorzewski           | Kammerherr, Prochnowo, stellv. Provinziallandtagsmarschall |
| Ritterschaft                          | Kreis Birnbaum                            | von Reiche                             | Rosbisek                                                   |
| Ritterschaft                          | Kreis Buck                                | von Niegolewski                        | ehemaliger polnischer Oberst, Niegolewo                    |
| Ritterschaft                          | Kreis Fraustadt                           | Alexander von Brodowski                | Generallandschaftsdirektor, Geiersdorf                     |
| Ritterschaft                          | Kreis Kosten                              | von Jaraczewski                        | Gluchowo                                                   |
| Ritterschaft                          | Kreis Kosten                              | Eduard von Potworowski                 | Gola                                                       |
| Ritterschaft                          | Kreis Kröben                              | Graf Theodor Mycielski                 | Chocieszewice                                              |
| Ritterschaft                          | Kreis Pleschen                            | Joseph von Kurcewski                   | Generallandschaftsrat, Kowalewo                            |
| Ritterschaft                          | Kreis Posen                               | von Treskow                            | Radojewo                                                   |
| Ritterschaft                          | Kreis Samter                              | Graf Adolf Bninski                     | Provinziallandschaftsrat, Cmachowo                         |
| Ritterschaft                          | Kreis Schrimm                             | Camill von Zakrzewski                  | Generallandschaftsrat, Mszczyczyn                          |
| Ritterschaft                          | Kreis Schroda                             | Ignatz von Skorzewski                  | Rittergutsbesitzer zu Nekla                                |
| Ritterschaft                          | Kreis Moglino                             | Fellmann                               | Jankowo                                                    |
| Ritterschaft                          | Kreis Gnesen                              | August von Miszewski                   | Modliszewo                                                 |
| Ritterschaft                          | Kreis Inowraclaw                          | Dr. Anton von Kraszewski               | Tarkowo                                                    |
| Ritterschaft                          | Kreis Schubin                             | Graf Arnold von Skorzewski             | Lubostrom                                                  |
| Ritterschaft                          | Kreis Wirsitz                             | Küpfer                                 | Legationsrat a. D., Czaycz                                 |
| Ritterschaft                          | Kreis Mongrowiec                          | Pantaleon Schumann                     | Regierungsrat a. D., Kujawski                              |
| Ritterschaft                          | Kreis Wreschen                            | von Taczanowski                        | Rittergutsbesitzer zu Graboszewo                           |
| Ritterschaft                          | Kreis Ostrowo                             | von Riemojewski                        | Rittergutsbesitzer zu Slewnik                              |
| Städte                                |                                           | Appelbaum                              | Kaufmann, Bromberg                                         |
| Städte                                |                                           | Baensch                                | Kaufmann, Lissa                                            |
| Städte                                | Stadt Gnesen                              | Johann Kugler                          | Apotheker, Gnesen                                          |
| Städte                                | Stadt Meseritz                            | Moritz Adolph Heinrich Brown           | Bürgermeister, Meseritz                                    |
| Städte                                | Stadt Rawicz                              | Wilhelm Hausleutner                    | Apotheker, Rawicz                                          |
| Städte                                | Kreise Krotoschin, Adelnau und Schildberg | Joseph Paternowski                     | Bürgermeister, Dobrzyna                                    |
| Städte                                |                                           | Steierowitz                            | Bürgermeister, Exin                                        |
| Städte                                |                                           | Ziolskowski                            | Bürgermeister, Mieścisko                                   |
| Städte                                | Kreise Gnesen, Inowrazlaw und Mogilno     | Carl Urban                             | Kämmerer, Inowraclaw                                       |
| Städte                                |                                           | Friedrich Bielefeld                    | Kommerzienrat, Posen                                       |
| Städte                                |                                           | Radstock                               | Ratsherr, Fraustadt                                        |
| Städte                                |                                           | Sawinski                               | Kaufmann, Kostrzin                                         |
| Städte                                |                                           | Gehbauer                               | Kämmerer, Bojanowo                                         |
| Städte                                |                                           | Ziethen                                | Gastwirt und Ratsherr, Schwerin                            |
| Städte                                |                                           | Cichoszewski                           | Schänker, Grätz                                            |
| Landgemeinden                         | Kreise Adelnau, Krotoschin und Schildberg | Michael Sadomski                       | Grundbesitzer, Lisny                                       |
| Landgemeinden                         |                                           | Stanislaus Przygodzki                  | Freigutsbesitzer, Widziszewo                               |
| Landgemeinden                         |                                           | Jordan                                 | Freigutsbesitzer, Chomecice                                |
| Landgemeinden                         |                                           | Dräger                                 | Ackerwirt, Czmon                                           |
| Landgemeinden                         | Kreise Czarnikau, Chodziesen, Wongrowiec  | Johann Ludwig König                    | Freischulz, Rosko                                          |
| Landgemeinden                         |                                           | Krause                                 | Ackerwirt, Chalupsko                                       |
| Landgemeinden                         |                                           | Peterson                               | Erbpächter, Bromberg                                       |
| Landgemeinden                         |                                           | Blobel                                 | Freigutsbesitzer, Hochwalde                                |